# Masakra sobotniej nocy
Masakra sobotniej nocy – seria dymisji z soboty 20 października 1973 r., związanych ze sporem o dostęp do taśm istotnych dla wyjaśnienia afery Watergate.
Senacka komisja ds. wyjaśnienia afery Watergate rozpoczęła działalność 17 maja 1973 r., a następnego dnia prezydent Richard Nixon mianował prof. Archibalda Coxa prokuratorem specjalnym ds. wyjaśnienia afery. Rok po wybuchu afery doradca prawny Nixona, John Dean, zdecydował się na współpracę z prokuraturą oraz komisją i poinformował o istnieniu w Białym Domu systemu podsłuchowego, który musiał zarejestrować rozmowy obciążające członków administracji odpowiedzialnością za aferę Watergate. Śledczy podjęli temat i przesłuchiwali świadków także pod kątem istnienia systemu. Dzięki zeznaniu jednego z asystentów Nixona, Alexandra Butterfielda, potwierdzono istnienie podsłuchu.
Prokurator Archibald Cox zażądał dostępu do części taśm jako dowodu, ale prezydent odmówił ich przekazania, a potem usiłował wykazać niemożność ich wydania. Spór między komisją senacką i Coxem z jednej, a administracją z drugiej trwał kilka miesięcy. Prezydent zaskarżył sądowy nakaz wydania taśm, ale został on podtrzymany w sądzie II instancji.
Gdy Cox nadal żądał dostępu do nagrań, w sobotę 20 października 1973 r. Nixon polecił prokuratorowi generalnemu Elliotowi Richardsonowi zdymisjonować Coxa. Ten odmówił wykonania polecenia i podał się do dymisji, gdy prezydent nie ustawał w żądaniu. Tego samego dnia Nixon zwrócił się do jego zastępcy, Williama Ruckelshausa, ale ten także odmówił i podał się do dymisji. Dymisję Coxa podpisał dopiero naczelny prokurator apelacyjny Robert Bork, a Coxa zastąpił Leon Jaworski.
Próba nadużycia władzy poprzez wydanie prokuratorowi generalnemu polecenia zdymisjonowania niewygodnego prokuratora oburzyła opinię publiczną. Ponieważ wydarzenia miały miejsce w sobotę, zostały przez media nazwane „masakrą sobotniej nocy”, a w przestrzeni publicznej po raz pierwszy pojawiły się komentarze mówiące o możliwym impeachmencie prezydenta.
Prokurator Jaworski nie tylko nie zrezygnował z żądania dostępu do nagrań wytypowanych przez Coxa, ale domagał się przekazania wszystkich taśm. Treść nagrań zaczęła być ujawniana przez administrację wiosną 1974 r., jednak we wrześniu poprzedniego roku część nagrań uległa zniszczeniu. Winę za rzekomo przypadkowe ich zniszczenie wzięła na siebie wieloletnia sekretarka Nixona, Rose Mary Woods, znana z oddania rodzinie prezydenta.
Do „masakry sobotniej nocy” media porównały odwołanie 9 maja 2017 r. dyrektora FBI Jamesa Comeya przez prezydenta Trumpa w trakcie śledztwa dotyczącego powiązań administracji z Rosją.